# ГЕС Лас-Лахас
ГЕС Лас-Лахас (ісп. Las Lajas) — гідроелектростанція, що споруджується в центральній частині Чилі у Столичному Регіоні Сантьяго. Знаходячись після ГЕС Alfalfal I та ГЕС Alfalfal II, становитиме нижній ступінь гідровузла у сточищі річки Майпо, яка після виходу з гір протікає по південній околиці Сантьяго та впадає до Тихого океану на захід від цього міста. Є частиною проекту Alto Maipo, за яким одночасно споруджується згадана Alfalfal II.
Забір ресурсу для роботи станції відбуватиметься з двох джерел:
1. Частина надходитиме з водозабору на річці Колорадо (правій притоці Майпо), який облаштують після виходу відвідного тунелю ГЕС Alfalfal I. Звідси по лівобережжю спершу прямуватиме бетонний кульверт довжиною 2 км, який переходитиме у дериваційний тунель довжиною 6 км та перетином 21 м2. Можливо відзначити, що таким чином з Колорадо відбиратиметься ресурс, який наразі постачається на ГЕС Maitenes, машинний зал якої розташований на Колорадо за кілька кілометрів вище від машинного залу нової станції.
2. Друга частина ресурсу подаватиметься по тунелю довжиною 3,5 км та перетином 20,1 м2 від ГЕС Alfalfal II, яка використовує ресурс, відібраний у правобережній частині сточища річки Volcan та з річки El Yeso (дві інші праві притоки Майпо).
Після зустрічі двох зазначених вище тунелів починатиметься об'єднаний дериваційний тунель довжиною 3,5 км та перетином 30 м2. На фінальному етапі вода потраплятиме у напірний водовід, що включатиме шахту висотою 150 метрів та діаметром 3,7 метра.
Машинний зал станції Las Lajas облаштують у гірському масиві на лівобережжі Колорадо, при цьому він матиме об'єм 37 тис. м3, а доступ до нього здійснюватиметься через тунель довжиною 2 км з перетином 35,1 м2. Тут встановлять дві турбіни типу Пелтон загальною потужністю 267 МВт, які працюватимуть при напорі у 483 метри.
Відпрацьована вода через відвідний тунель довжиною 13 км та перетином 37,4 м2 потрапляє до Майпо нижче від впадіння у неї Колорадо, при цьому траса тунелю проходить під руслом останньої названої річки та далі прямує у її правобережному гірському масиві.